# Karl Bauer (Landschaftsarchitekt)

Karl Bauer, 2016

Karl Bauer (* 31. Dezember 1940 in Pforzheim) ist ein deutscher Landschaftsarchitekt und Architekt.

## Leben

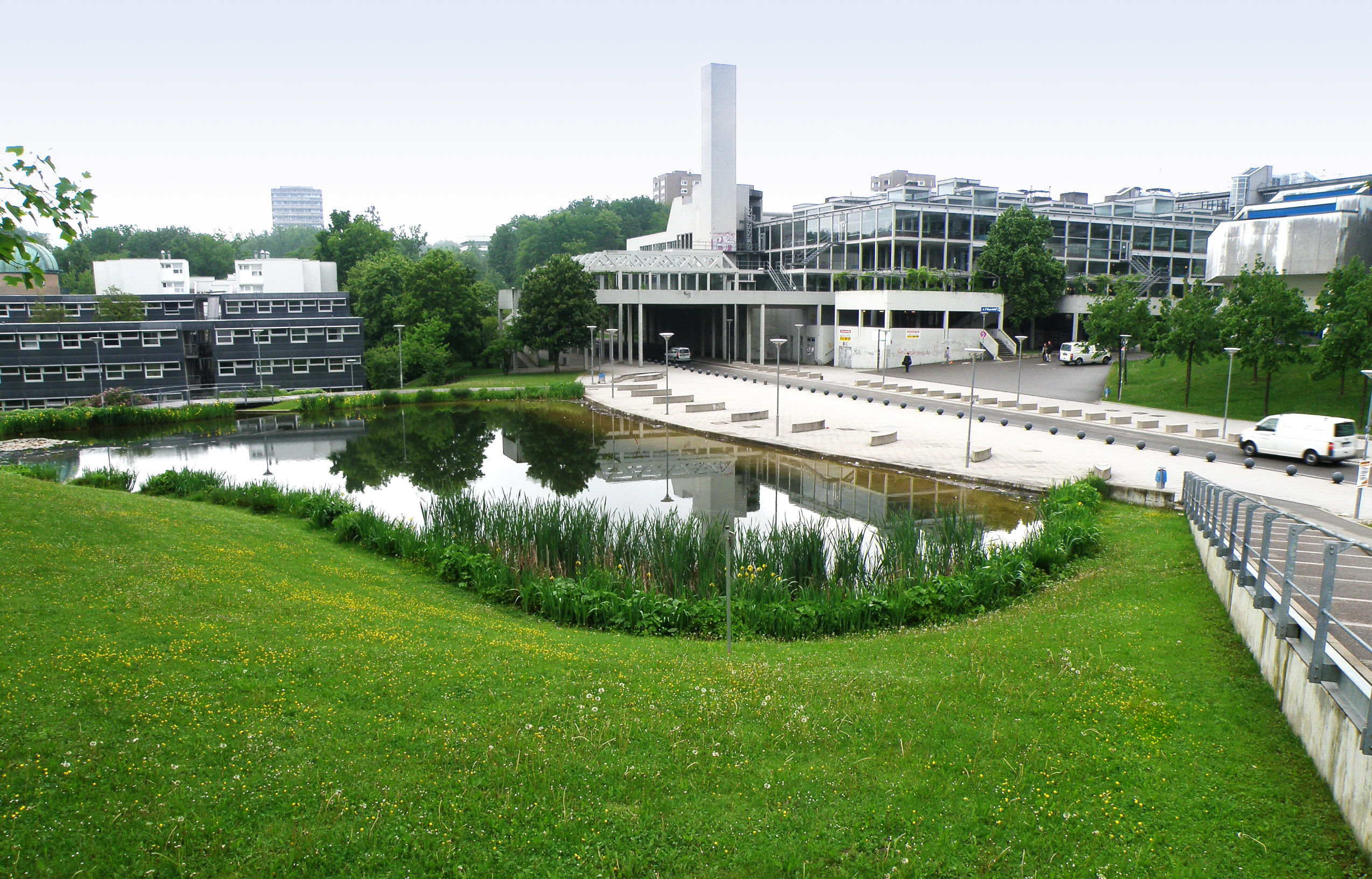
Universität Stuttgart (1989–1997)
(Campus Vaihingen)

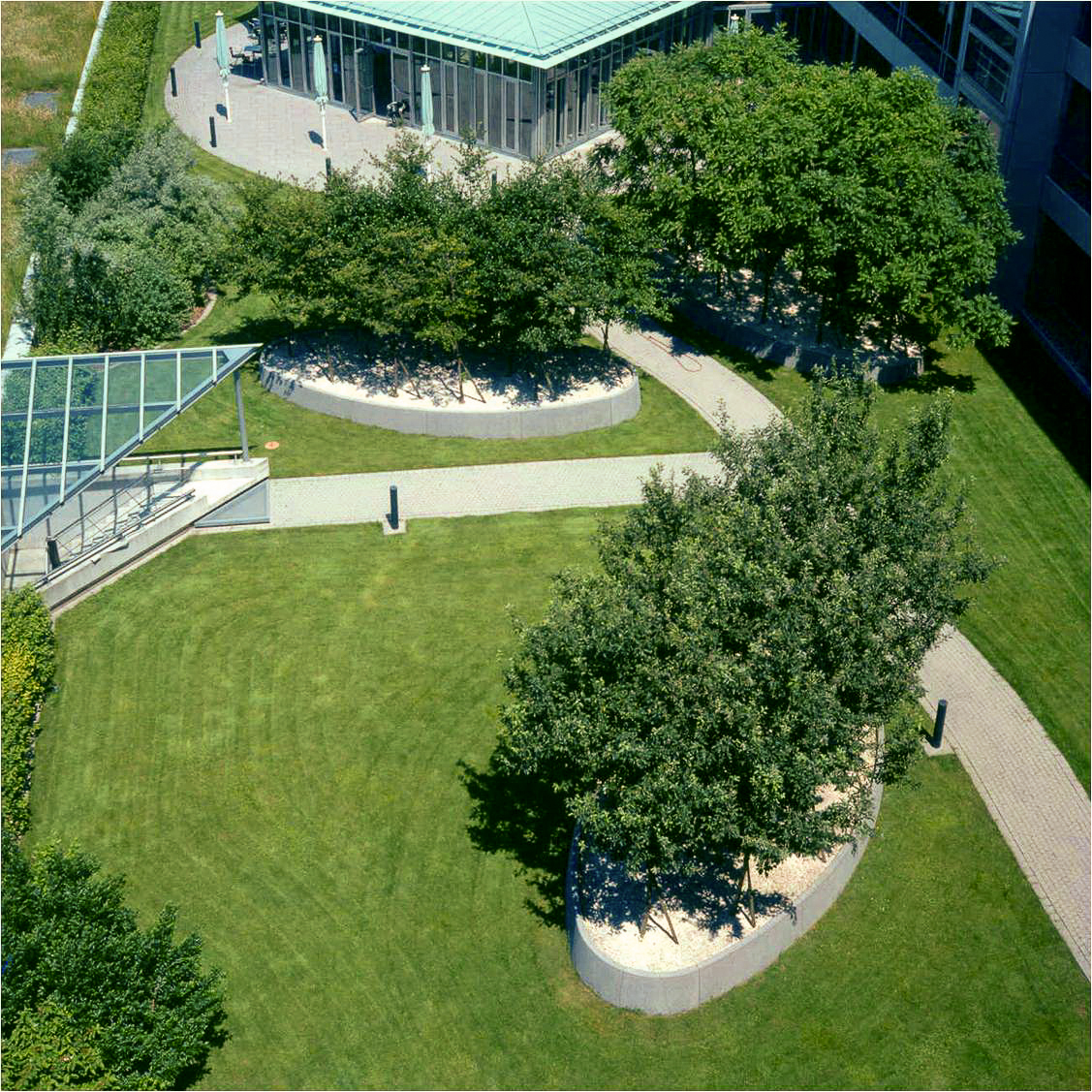
BG BAU – Berufsgenossenschaft der Bauwirtschaft (1990–1991)
(Standort Karlsruhe)

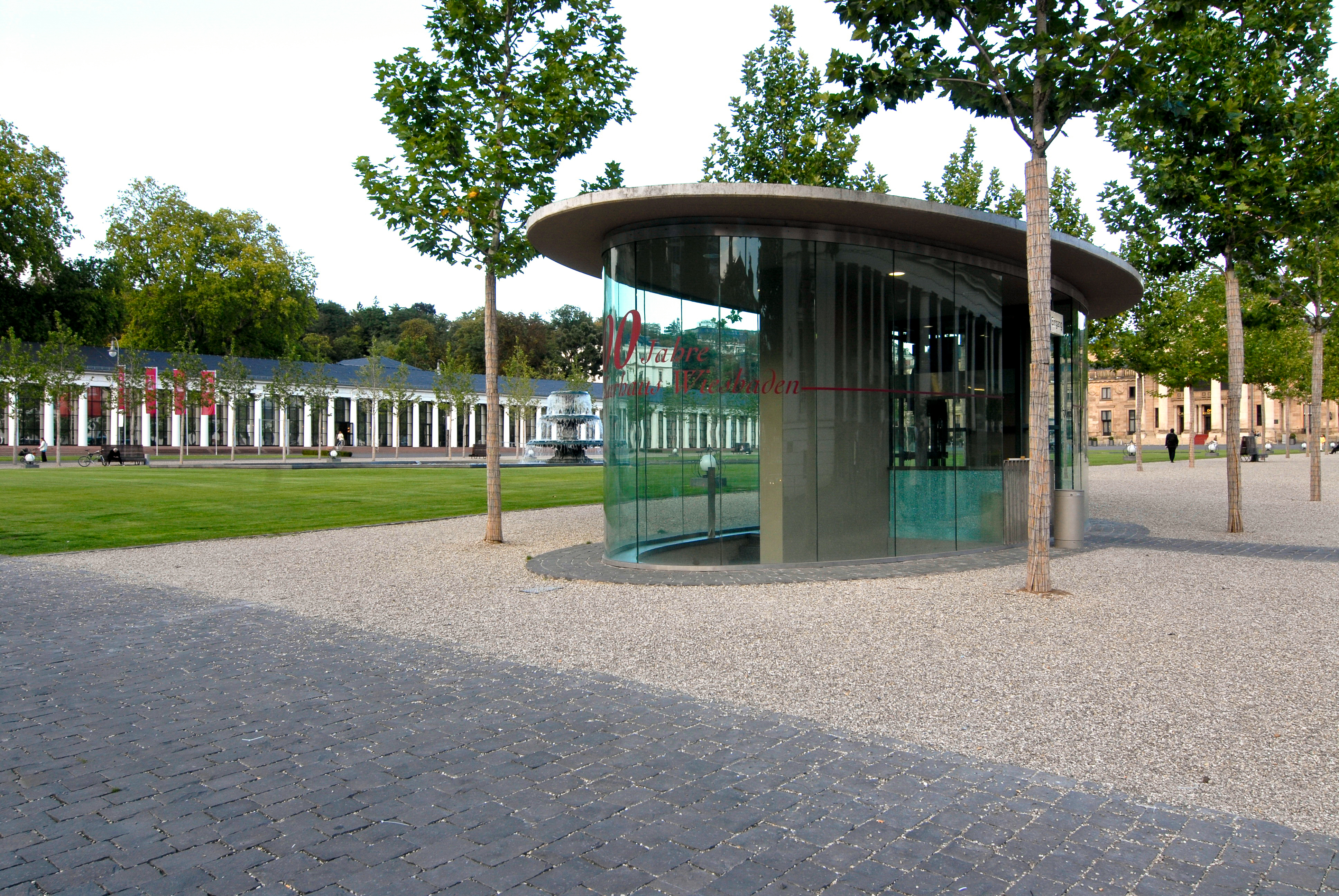
Kurhausplatz Wiesbaden
mit Bowling Green (2003–2005)

Karl Bauer absolvierte nach dem Besuch der Volksschule (in Niefern und Karlsruhe) in den Jahren 1955–58 eine Lehre als Elektromechaniker. Sein Abitur legte er 1962 an der Technischen Oberschule in Stuttgart ab. 1962–69 studierte er Architektur an der Universität (TH) Karlsruhe, wo er in den Jahren 1965–69 als Wissenschaftliche Hilfskraft am Lehrstuhl für Baukonstruktion und Entwerfen bei  Immanuel Kroeker tätig war. 1969–76 war er Wissenschaftlicher Assistent bei Gunnar Martinsson an dessen im Jahr 1965 neu gegründeten Lehrstuhl für Landschaft und Garten. Im Rahmen dieser Tätigkeit führte Bauer u. a. auch selbstständige Lehrveranstaltungen durch.
In den Jahren 1970–1994 übernahm er in Projektpartnerschaft mit  Gunnar Martinsson die Bearbeitung von Projekten im Bereich der Freiraumplanung. 1972 nahm Bauer mit der Gründung eines eigenen Büros seine freiberufliche Tätigkeit in den Bereichen Freiraumplanung, Stadtgestaltung und im Grenzbereich zwischen Stadt- und Landschaftsplanung auf. Seit 1975 ist Bauer als Freier Architekt, seit 1978 als Freier Garten- und Landschaftsarchitekt bei der Architektenkammer Baden-Württemberg eingetragen.
Von 1976 bis 1979 hatte Bauer mehrere Lehraufträge an der Universität (TH) Karlsruhe. In den Jahren 2003–08 fungierte er als Stellvertretender Professor an der FH Düsseldorf, wo er mit dem Aufbau des Lehr- und Forschungsbereichs „Freiraum und Landschaft, Stadtbautechnik, Entwerfen“ betraut war.
Im Jahr 2008 ging er eine Büropartnerschaft mit Willi Hildebrandt ein, aus der er im Jahr 2010 ausschied. 2011 übergab Bauer seine gesammelten Pläne, Skizzen, Projektakten und Fotos (insgesamt 14.939 Pläne in Papierform und 721 Ordner mit Projektakten sowie ca. 12.000 digitale Pläne mit den zugehörigen Projektakten) dem saai (Südwestdeutsches Archiv für Architektur und Ingenieurbau) am KIT Karlsruhe.
Karl Bauer lebt und arbeitet in Karlsruhe, ist verheiratet und hat eine Tochter.

## Auszeichnungen
- 1. Preise bei 43 Architekturwettbewerben unterschiedlicher Aufgabenstellungen, zahlreiche weitere Preise und Ankäufe
- 13 Auszeichnungen für „Beispielhaftes Bauen“ von Architektenkammer, Bund Deutscher Architekten (BDA), Bund Deutscher Landschaftsarchitekten (BDLA), Deutscher Naturwerkstein-Verband e. V., Stiftung Lebendige Stadt
- Seit 1978 Fachpreisrichter bei ca. 100 Wettbewerben in den Bereichen Landschaftsarchitektur, Städtebau und Architektur

- 1968–69: Stipendiat der Studienstiftung des Deutschen Volkes
- 1982: Staatspreis für Architektur des Landes Rheinland-Pfalz
- 1987: Weinbrennerplakette der Stadt Karlsruhe
- 1995: Deutscher Landschaftsarchitektur-Preis[1]
- 1998: Silberne Verdienstmedaille des Landes Baden-Württemberg

## Projekte (Auswahl)
- 1973–1975: Mannheim, Unterführung Otto-Beck-Straße im Rahmen der Bundesgartenschau 1975, Beauftragung nach Wettbewerbserfolg
- 1977–1986: Engen, Freiraumsanierung in der Altstadt, Beauftragung nach Wettbewerbserfolg
- 1979–1989: Bruchsal, Wiederherstellung des Schlossgartens
- 1982: Paris, Wettbewerb Parc de la Villette (Teilnahme)
- 1984–1988: Ettlingen, Landesgartenschau 1988, Bereich Horbach, Schlossplatz und Schlossgärten, Apotheker- und Rosengarten, Beauftragung nach Wettbewerbserfolg
- 1984–1992: Friedrichshafen, Neugestaltung Buchhornplatz West und Ost, ZOB, Bereich Hafenbahnhof, Passage-Nord
- 1984–1986: Karlsruhe, Freianlagen und Dachterrasse des Verwaltungsgebäudes der R+V Versicherung
- 1984: Karlsruhe, Umbau eines Schulgebäudes in ein Wohn- und Atelierhaus
- 1985–2009: Neuenburg am Rhein, Stadthausplatz, Rathausplatz, Umgestaltung mehrerer Straßen und weiterer Bereiche im Kernstadtbereich, Rahmenplan Neuenburg geht zum Rhein
- 1987–1989: Melsungen, Park der Industrieanlagen Pfieffewiesen der B. Braun Melsungen AG (in Arbeitsgemeinschaft mit Gunnar Martinsson)
- 1988–1991: Heilbronn, Stadtteilpark Heilbronn-Böckingen, Beauftragung nach Wettbewerbserfolg
- 1988–1989: Karlsruhe, Plätze um die Karlsburg in Karlsruhe-Durlach, Beauftragung nach Wettbewerbserfolg
- 1989–1990: Badenweiler, Badeplatte des Markgrafenbades und Freiraumplanung weiterer Bereiche
- 1989–1997: Stuttgart, Universität Campus Vaihingen, Rahmenplan für das Gesamtgelände und die Freianlagen Freie Mitte Süd, Grünes Zentrum sowie weitere Teilbereiche
- 1989: Venedig, Wettbewerb Insel San Giuliano, Forte Maghera (Teilnahme)
- 1990–1991: Karlsruhe, Freianlagen auf der Tiefgarage des Verwaltungsgebäudes der BG BAU – Berufsgenossenschaft der Bauwirtschaft
- 1991–1996: Saarbrücken, Städtebaulicher Ideenwettbewerb Innenstadt Saarbrücken, 1. Preis, Beauftragung der Umgestaltung der Fußgängerzone Bahnhofstraße sowie zugehöriger Seitenstraßen
- 1991–2016: Karlsruhe, Wettbewerb Bundesgartenschau 2001, 1. Preis
Nachdem die Bundesgartenschau schließlich nicht in Karlsruhe, sondern in Potsdam stattfand, Beauftragung von Citypark und Ostauepark[2] aus der Wettbewerbsplanung
- 1992–1994: Karlsruhe, Universität, Freianlagen Institut AVG/FZU
- 1993–1995: Badenweiler, Tiefgarage unter dem Schlosspark, Wiederherstellung des Parks, Gestaltung von Tiefgarageneinfahrt, Ausgangstunnel und Ausgangspavillon
- 1997–1999: Budapest, Freianlagen zur Deutschen Schule, Beauftragung nach Wettbewerbserfolg[3]
- 1998–2007: Montabaur, Park für ein Privatanwesen
- 2010: Frankfurt am Main, Wettbewerb Umgestaltung Die Zeil, 2. Preis im Jahr 2000[4], Beauftragung der Neugestaltung von drei Seitenstraßen aufgrund der Überarbeitung des Wettbewerbsentwurfs im Jahr 2005
- 2000–2002: Ettlingen, Stadteingang Karlsruher Straße mit Freiraumplanung zur Konversion der Rheinlandkaserne in Kino, Schule, Praxen, Büros, Gastronomie, Vereinshaus, Forschungsinstitut, Wohnen
- 2001–2004: Schwetzingen, Neugestaltung der Bahnhofsanlage, Beauftragung nach Wettbewerbserfolg
- 2003–2005: Wiesbaden, Kurhausplatz und Bowling Green auf der Tiefgarage, Beauftragung nach Wettbewerbserfolg[5]
- 2004: Hamburg, Wettbewerb Spielbudenplatz St. Pauli, Engere Wahl[6]
- 2007–2010: Baden-Baden, Parkanlage Schloss Seelach
- 2008–2009: Luxemburg, Freianlagen für Bürogebäude und Hotel auf dem Kirchberg
- 2009: Heidelberg, Neckarufer von Ziegelhausen bis Innenstadt Heidelberg
- 2018: Kurator der Ausstellung Gunnar Martinsson – Zeichnungen und Projekte 1957–2008 des saai | Südwestdeutsches Archiv für Architektur und Ingenieurbau in der Badischen Landesbibliothek Karlsruhe[7]

Bauers Werkverzeichnis umfasst insgesamt 878 Projekte in Deutschland und im europäischen Ausland.

## Schriften
Projekte von Karl Bauer wurden in  Zeitschriften  veröffentlicht, u. a. in
- Garten + Landschaft
- Wettbewerbe aktuell
- Bauwelt
- AW Architektur + Wettbewerbe
- Topos (Ausgabe 16|1996, Bäume, ISBN 978-3-7667-1244-8)
- Stein (vorher: Steinmetz und Bildhauer)
- BDLA-Handbücher

sowie in folgenden Büchern:
- Frank Werner: Klassizismen und Klassiker, DVA (Deutsche Verlags-Anstalt), Stuttgart 1985, ISBN 978-3-421-02847-1.
- Ot Hoffmann: Handbuch für begrünte und genutzte Dächer, Koch (Alexander), Leinfelden-Echterdingen 1987, ISBN 978-3-87422-604-2.
- Stadt Speyer (Hrsg.): Stadt und Platz, Speyer 1989
- Ken Fieldhouse, Sheila Harvey: Landscape Design, An International Survey, Laurence King Publishing, London 1992, ISBN 978-1-85669-019-5.
- Francisco Asensio Cerver: Business and Corporation Parks. Roof Gardens, Arco Editorial Board, Barcelona 1994
- Günter Mader, Laila Neubert-Mader: Bäume, DVA (Deutsche Verlags-Anstalt), Stuttgart 1996, ISBN 978-3-421-03086-3.
- Andrea Gebhard, Robert Mürb, Anna Stratenwerth-Nelte, Felix Weihnacht, Frank R. Werner: Landschaftsarchitekten, Band 1, Nelte, Wiesbaden 1997, ISBN 978-3-932509-00-1.
- Günter Mader: Gartenkunst des 20. Jahrhunderts, DVA (Deutsche Verlags-Anstalt), Stuttgart 1999, ISBN 978-3-421-03200-3.
- Anna Stratenwerth-Nelte: Landschaftsarchitekten, Band 3, Nelte, Wiesbaden 2003, ISBN 978-3-932509-05-6.
- Sylvia Bieber, Hans Peter Reuter: Realillusion, Stadt Karlsruhe, Städtische Galerie 2003, ISBN 978-3-923344-58-1.
- Günter Mader: Freiraumplanung, DVA (Deutsche Verlags-Anstalt), Stuttgart 2004, ISBN 978-3-421-03448-9.
- Peter Degen: Stadtbautheorie. Eine Einführung in das städtebauliche Entwerfen., Selbstverlag 2011, ISBN 978-3-033-02975-0.
- Peter Degen: Stadtraumkultur. Eine Einführung in die Kultur des Zwischenraums., vdf Hochschulverlag AG an der ETH Zürich, 2014, ISBN 978-3-7281-3561-2.

Beiträge von Karl Bauer in anderen Werken:
- Karl Bauer: Die Schlossgärten Rastatt und Bruchsal
in: Rosemarie Münzenmayer, Joachim Wolschke-Bulmahn, Der Garten als Kunstwerk – Der Garten als Denkmal, Verlag Martin Meidenbauer, München 2012, ISBN 978-3-89975-276-2.
- Karl Bauer: Die neuen Parks in Karlsruhe-Südost
in: Bürgergartenschau e. V. Karlsruhe, Grün in Karlsruhe: Parks · Gärten · Bäume, INFO Verlag, Bretten 2015, ISBN 978-3-88190-839-9.

Dokumentation auf CD:
- Karl Bauer: Dokumentation der Ausstellung Gunnar Martinsson – Zeichnungen und Projekte 1957–2008
des saai | Südwestdeutsches Archiv für Architektur und Ingenieurbau in der Badischen Landesbibliothek Karlsruhe (15. Juni bis 22. September 2018)